# 34819 Nandininaidu
34819 Nandininaidu este o planetă minoră (asteroid), cu un diametru de 2,798 km, din centura de asteroizi. A fost descoperită pe 16 septembrie 2001 la Experimental Test Site⁠(d) de Lincoln Near-Earth Asteroid Research. 
Obiectul prezintă o orbită caracterizată de o semiaxă mare de 2,7042171 UAi, o excentricitate de 0,04, o înclinație de 4,28186 ° în raport cu ecliptica.